# Buenaventura Ferreira
Buenaventura Ferreira Gómez (Coronel Oviedo, 4 de julho de 1960) é um ex-futebolista paraguaio.

## Carreira
Como jogador, atuava no meio-campo. Sua carreira se iniciou em 1978, no time do Coronel Oviedo, de sua cidade natal. Jogaria ainda por Cerro Porteño, Guaraní, Deportivo Cali, Sabadell e Vélez Sársfield.
Ferreira, que entre 1988 e 1991 ficou inativo por não ter encontrado um clube para poder atuar desde o final de seu contrato com o Vélez, voltou a jogar ainda em 1991, no Oriente Petrolero.
Retornou ao Guaraní em 1994, após ficar mais três anos parado, e após um novo hiato (desta vez de dois anos), Ferreira retornou ao Petrolero em 1996, encerrando sua carreira no ano seguinte, após não ter encontrado novamente um clube para prosseguí-la.

## Carreira internacional
Ferreira jogou de 1985 a 1993 pela Seleção Paraguaia de Futebol. Esteve entre os 22 convocados para a Copa de 1986, a primeira disputada pelos Guaranis desde 1958. Atuou também nas Copas América de 1987 e 1989.
Mesmo com a não-classificação paraguaia para a Copa de 1990, Ferreira seguiu atuando com a camisa branca e vermelha até 1993.